# Charles, Duce de Guise

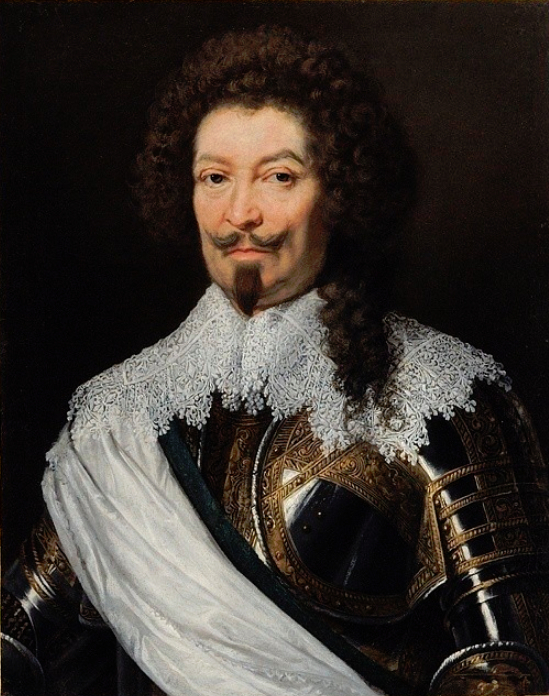
Portret al lui Charles, Duce de Guise, de Justus Sustermans

Charles de Lorena, al 4-lea Duce de Guise (2 august 1571 – 30 septembrie 1640) a fost fiul cel mare al Ducelui Henric de Guise și a Catherinei de Cleves.

## Biografie
S-a născut la Joinville, (departamentul Haute-Marne), în regiunea Champagne-Ardenne din nord-estul Franței. După asasinarea tatălui său în 1588, el i-a succedat ca Duce de Guise, însă a fost ținut prizonier timp de trei ani la Tours; a evadat în 1591. În timp ce Liga Catolică avea mari speranțe pentru el, sperând să ajungă pe tron, el și-a declarat sprijinul pentru Henric al IV-lea al Franței în 1594. În schimbul susținerii Henric i-a plătit 4 milioane de livre și l-a făcut Guvernator de Provence. În 1595 el a capturat Marseille de la ducele d'Épernon.
A căzut în dizgrația Cardinalului Richelieu și a trebuit să plece în Italia în 1631. Soția și copiii i s-au alăturat la Florența, unde familia a fost protejată de Casa de Medici. Fiii lui: François și Charles Louis au murit în Italia în timpul exilului. Ducele Charles însuși a murit, la Cuna, în 1640. Văduvei și copiilor săi (printre ei și Marie, "Mademoiselle de Guise" li s-a permis să se întoarcă în Franța în 1643.

### Copii
La 6 ianuarie 1611 s-a căsătorit cu Henriette Catherine de Joyeuse (8 ianuarie 1585 – 25 februarie 1656) cu care a avut zece copii:
- François (3 aprilie 1612 – 7 decembrie 1639), Prinț de Joinville, care a murit la Florența în timpul exilului familiei.
- gemeni băieți  (n. 4 martie 1613 - d. 19 martie 1613); au murit în aceeași zi.
- Henric al II-lea, Duce de Guise (1614–1664), Arhiepiscop de Reims
- Marie, Ducesă de Guise (1615–1688)
- o fiică, numită Mademoiselle de Joinville (4 martie 1617 - 18 ianuarie 1618); a murit la aproape un an după ce a contactat o răceală în iarna anului 1617.
- Charles Louis (15 iulie 1618 – 15 martie 1637); a murit  la Florența în timpul exilului familiei.
- Françoise Renée (10 ianuarie 1621 – 4 decembrie 1682) stareță de Montmartre
- Louis, Duce de Joyeuse (1622–1664), de asemenea Duce de Angoulême
- Roger (21 martie 1624 – 9 septembrie 1653) numit Cavalerul de Joinville și mai târziu Cavaler de Guise, cavaler al Ordinului de la Malta; a murit de febră la Cambrai.